# Grandvaux (Vaud)
 (septembre 2010).
Si vous disposez d'ouvrages ou d'articles de référence ou si vous connaissez des sites web de qualité traitant du thème abordé ici, merci de compléter l'article en donnant les références utiles à sa vérifiabilité et en les liant à la section « Notes et références ».
Pour les articles homonymes, voir Grandvaux.
Grandvaux est une localité de la commune de Bourg-en-Lavaux et une ancienne commune suisse du canton de Vaud, située dans le district de Lavaux-Oron, au bord du lac Léman.

## Histoire

Photo aérienne (1948)

En 2007 en Suisse, un projet de fusion avec les communes voisines de Cully, Épesses, Riex et Villette est relancé, deux ans après un premier refus en votation populaire d'un projet similaire le 25 février 2005. Le référendum est accepté le 17 mai 2009, les communes validant leur fusion sous le nom de Bourg-en-Lavaux dès juillet 2011.

## Démographie
| 1764 | 1798 | 1850 | 1860 | 1900 | 1950 | 1970 | 1980 | 2000 | 2004 | 2006 |
| ---- | ---- | ---- | ---- | ---- | ---- | ---- | ---- | ---- | ---- | ---- |
| 401  | 340  | 623  | 622  | 677  | 799  | 1073 | 1272 | 1937 | 1930 | 1954 |